# Contea di Guernsey
La contea di Guernsey ( in inglese Guernsey County ) è una contea dello Stato dell'Ohio, negli Stati Uniti. La popolazione al censimento del 2000 era di 40 792 abitanti. Il capoluogo di contea è Cambridge.